# Théo Bloemen
Théo Bloemen (22 ottobre 1965) è un ex calciatore ed ex giocatore di calcio a 5 belga.

## Carriera
Bloemen ha disputato, con la Nazionale maschile di calcio a 5 del Belgio, il FIFA Futsal World Championship 1992 in cui i diavoli rossi, inseriti nel girone comprendente Spagna, Iran e Polonia, sono stati eliminati al secondo turno. In totale, ha disputato 29 incontri con la nazionale, realizzando 6 reti.